# Opération Cougar (film, 1989)
Pour le film de Marino Girolami, voir Opération jaguar.
Pour plus de détails, voir Fiche technique et Distribution.
Opération Cougar, aussi appelé Nom de code, Jaguar (	代号美洲豹, Dàiháo měizhōubào) est un film chinois réalisé par Zhang Yimou et Yang Fengliang, sorti en 1989.

## Synopsis
Septembre 1988, un avion de ligne taïwanais a destination de Séoul est l'objet d'une prise d'otage et doit atterrir en Chine. Les forces de sécurité doivent intervenir.

## Fiche technique
- Titre : Opération Cougar[1],[2]
- Titre alternatif : Nom de code, Jaguar[3]
- Titre original : 	代号美洲豹, Dàiháo měizhōubào
- Réalisation : Zhang Yimou, Yang Fengliang[3]
- Pays d'origine : Chine
- Format : Couleurs - 35 mm
- Genre : Drame
- Date de sortie : 1989
- Durée : 76 min[4]

## Distribution
- Ge You : Zheng Xianping
- Gong Li : Ah Li
- Liu Xiaoning : Zhuang Liang
- Wang Xueqi : Huang Jinru
- Yang Yazhou :
- Yu Rongguang : le vice-capitaine

## Réalisation et réception
Selon Zhang Yimou, la réalisation du film coïncide avec une relative ouverture du cinéma chinois à des financements privés. Un de ses ami souhaitant se faire de l'argent lui a proposé le sujet, ce qu'il a accepté. Bien que le film n'ai pas rencontré de succès il n'a cependant pas perdu d'argent.
Zhang Yimou estime que le sujet était initialement intéressant, cependant les contraintes du tournage l'ayant empêcher de tourner toutes les scènes qu'il souhaitait. Il regrette que le film soit devenu un simple film d'action qu'il juge par ailleurs mauvais.
Luisa Prudentino considère ce film comme « purement alimentaire ». Pour le site Dark Side Reviews il s'agit « l’un des films les plus abominables de la planète ».